# قيثارة بيس الجاز

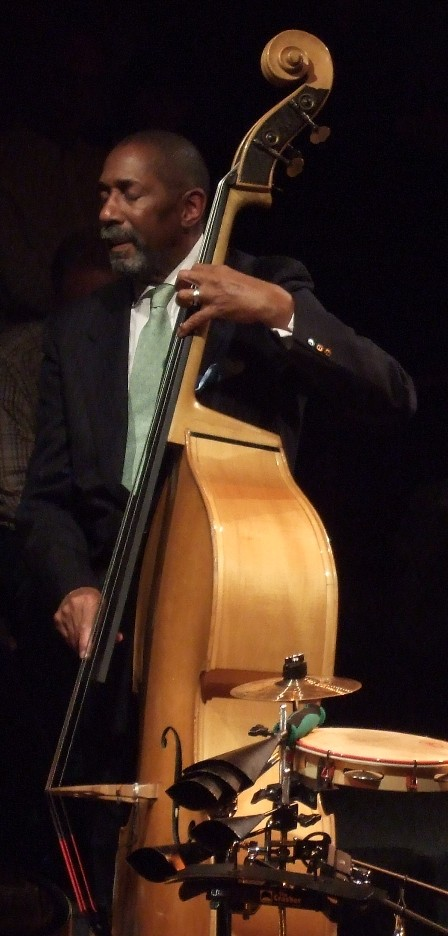
رون كارتر يعزف مع رباعيته في كولونيا

قيثارة بيس الجاز هو استعمال الكمان الأجهر أو غيتار البيس لارتجال مصاحبة ("comping") بيس أو سولو في الجاز أو أسلوب الجاز المدمج. بدأ العازفون باستخدام الكمان الأجهر في الجاز في عقد 1980 لتأدية معزوفات البيس التي تؤطر التسلسلات التآلفية للأغاني. ميز الصوت الخشبي الرنان للكمان الأجهر عدة أنواع موسيقية ابتداء من عصر السوينغ والبيغ باند من عقد 1920 إلى عقد 1930، مرورا بعصر البيبوب في عقد 1940 والهارد بوب في عقد 19غ0 وصولا إلى عصر حركة «الجاز الحر» في عقد 1960.
بدأ بعض عازفي بيس الجاز باستعمال غيتار البيس الكهربائي بدل الكمان الأجهر ابتداء من أوائل عقد 1950. اكتسب غيتار البيس الكهربائي شهرة كبيرة في النوع الفرعي للجاز الظاهر في أواخر عقد 1960 وأوائل عقد 1970، والذي مزج الجاز بالآلات الكهربائية المضخمة القوية لموسيقى الروك، مما نتج عنه تكون الجاز المدمج.
يتخصص معظم عازفي بيس الجاز في الكمان الأجهر أو غيتار البيس الكهربائي، لكن القدرة على عزف كلتا الآلتين (المعروفة ب"double") شائعة. تمكن عدد قليل من العازفين مثل ستانلي كلارك وجون باتيتوتشي من بلوغ مستوى عالي من الإتقان بالنسبة للآلاين كلتيهما. يهدف العازفون لتحقيق «إحساس إيقاعي» سواء عن طريق المصاحبة "comping" بمقطوعة بيس أو سولو، أو عزف الكمان الأجهر أو غيتار البيس الكهربائي.